# 四川省江油中学
四川省江油中学，简称“江高”，是四川省绵阳市江油市的公办普通高中。其前身为1914年四川省在江油县建立的“省立第二中学”，而江油中学在1956年正式建立。2000年创办成四川省重点中学，2003年与长城高中合并建成国家级示范性普通高中，2013年成为首批四川省一级示范高中。学校占地面积近200亩，校舍建筑面积12万多平方米。现有教学班一百余个，在校学生近八千人；在编教职工四百余人，其中具有中高级专业技术职务教近三百人。

## 历史沿革
- 1914年，四川省省立第二中学在江油成立，为四年制学校。
- 1922年，省立第二中学改为六年制中学，提供初中与高中教育。
- 1935年，因国民党军队对工农红军在江油的堵截战乱，省立第二中学停办。
- 1937年，省立第二中学恢复正常行课。
- 1943年，省立第二中学更名为省立江油高中。
- 1944年，省立江油高中更名为川北省立江油高中，成为专门高中学校。
- 1951年，川北省立江油高中重新与武都县初中合并，改称川北省立江油中学。[2]

- 1956年，江油县在四川省教育厅和财政厅拨款下建立新的四川省江油中学校，继承原川北省立江油中学的文史档案。
- 1966年至1976年，四川省江油中学校因“文化大革命”的冲击导致正常教学活动近于停滞。
- 1977年，四川省江油中学校恢复文化考试制度并只招考高中班级。
- 1992年，四川省江油中学校被确定为绵阳市重点中学。
- 2000年，四川省江油中学校更名为四川省江油中学。同年，四川省江油中学被确定为四川省重点中学。
- 2002年，四川省江油中学被确定为四川省示范性普通高中。
- 2003年，四川省江油中学与长城特殊钢高级中学校合并，同时在长城特殊钢高级中学校原址进行扩建形成四川省江油中学新校区。同年，四川省江油中学被确定为四川省国家级示范性高中。
- 2008年，因5.12汶川特大地震，四川省江油中学校区遭到严重损毁。随后，学校进行了大规模的修复和重建。
- 2013年，学校接受四川省一级示范性普通高中复核并被确认为四川省一级示范性高中。[2]

| 江油中学历任校长                          | 江油中学历任校长 |
| 任期                                      | 姓名             |
| ----------------------------------------- | ---------------- |
| 1956.8-1964.9，1978.9-1984.8              | 吉华铨           |
| 1964.9-1968.9                             | 张鸿钧           |
| 1968.10-1978.10                           | 罗焕章           |
| 1987.9-1988.11                            | 杨蜀骞           |
| 1988.9-1996.9（长钢高中）                 | 欧阳先启         |
| 1988.10-1991.7                            | 张治远           |
| 1990.9-2003.7                             | 周家斌           |
| 1996.10-2003.7（长钢高中），2003.7-2007.8 | 杨子虎           |
| 2007.9-2017.5                             | 梁玉帮           |
| 2017.7-2022.9                             | 勾红蔚           |
| 2022.9-                                   | 段怀金           |

## 地位及对外交流
四川省江油中学现在为四川省国家级示范性普通高中、四川省一级示范性普通高中。
四川省江油中学在2004年与美国华盛顿州大学城的柯蒂斯高中（Curtis Senior High School）签订姊妹学校协议。
四川省江油中学在2015年签约成为北京四中“数字校园”合作学校。
有媒体报道，四川省江油中学在四川省内一本上线率位居前列，并将其称为“超级高中”或“高考工厂”。

## 学校特色

### 学生发展指导课程与学生综合心理素质培养
四川省江油中学开设了“人生成长课”系列校本课程，旨在“培养'有梦想、会规划、人生态度积极、有一定学习能力'的江高学子”。

### “互联网+”课堂
2015年6月，江油中学签约成为了北京四中数字校园合作学校，在每个年级建立数个“互联网+课改”实验班，借助北京四中网校的平台和资源实行新课堂教学改革。

## 现状

### 校园建设

#### 基础设施
江油中学有五座教学楼。其中，五号教学楼为原长城特殊钢高级中学教学楼，而一号到四号教学楼为2003年同时建设，四幢大楼并排在学校西侧且有通道连接。教学楼名称为： 一号教学楼“跃鳞楼”， 二号教学楼“会心楼”， 三号教学楼“凌风楼”，四号教学楼“笑凌楼”，五号教学楼“倚天楼”。
学校内有六座学生公寓楼，其中四座普通宿舍位于运动场林荫道旁。分别是“大鹏居”，“陶然居”，“翠微轩”和“云锦阁”。两座高级宿舍则位于学生食堂“尽欢厅”与图书科技楼之间，分别是“意娴居”和“明月轩”。
江油中学行政大楼取名为“天启楼”，位于实验楼南侧，其中有学校行政层办公室及第一学术厅。学校实验楼取名作“天外楼”，共有六层，内部有各学科实验室与音乐室、通用教室、社团用房。实验楼的钟楼为江油中学标志性建筑。学校的图书馆科技楼为汶川地震后新建建筑，位于行政楼对面。内有图书馆、电脑广场、学生发展指导中心和第二学术厅。其中图书楼有藏书约30万册。
学校内的运动设施集中于校园南侧，包括了400米环形塑胶跑道、人造草皮标准足球场、跳高跳远场地、8个篮球场、乒乓球台、羽毛球场、室内体育馆（可用于篮球、羽毛球、排球比赛和文艺活动）、露天阶梯看台和主席台。另外，在图书科技楼内也有室内乒乓球馆。校内亦有一废弃的标准泳池，正规划改建为室内游泳馆。
校内食堂共两处。新建的学生食堂名为“平乐堂”，共两层楼。较老的食堂（教工食堂）取名为“尽欢厅”，共两层楼，二楼为全天营业的小食售卖区，一楼提供额外的室外简易棚式就餐区。

#### 景观建设
江油中学内部建造有多处园林与石碑，用以提升校园环境和记载学校重大事件。主要有“经纬园”、“桃李园”、“书香园”、“翰墨园”以及“清北缘”碑、“爱心源”碑、“李白故里第一学府”石碑和“5.12”感恩纪念碑。

#### 生活设施
尽管江油中学宿舍内安装了独立淋浴系统，校内学生食堂“平乐堂”后仍有学生浴室。校内小卖部共有三个，分别位于图书楼和食堂“平乐堂”，与食堂一样采用刷校卡绑定的储值卡售货。在图书楼一楼，有四川农村合作信用社、中国邮政储蓄银行、中国工商银行、中国银行四家银行机构的自动柜员机。此外，校内多处安装了自动贩卖机贩售饮品，支持现金和微信/支付宝支付。学校食堂、小卖部、淋浴热水付费的储值卡集成在实名制校卡内，也兼具进出校门扫描打卡功能。

### 社团活动
江油中学的团委会和学生会下辖多个社团，以开展各种学生活动。截至2017年秋季学期期末，江油中学的社团有：青年志愿者协会、锐羽文学社、极光动漫社、灵步街舞社、摩音音乐社、疏月话剧社、24Hrs摄影社、江高辩论协会、国学社。

### 文化建设

#### 校训
江油中学校训为“厚德重能、和谐发展”。

#### 校歌
江油中学原校歌为吉华铨词，梁奎曲。
江油中学于2016年启用新校歌《愿景》。
校报
2017年秋季学期，在江油中学文学社、学生会等学生组织的推动下，江油中学开办校报《星火报》。

## 著名校友
- 冯明光：浙江大学微生物研究所所长、长江学者奖励计划特聘教授，第九届全国人大代表、第十届全国政协委员、第十一届全国政协常委，民革中央常委、浙江省主委。[6]
- 薛云奎：长江商学院会计学教授、长江商学院终身教授，长江商学院创办副院长、上海国家会计学院创办副院长。[7]
- 王兆华：米其林集团中国区副总裁、中国橡胶工业协会主席团成员。[8]
- 曹阳：华南农业大学动物科学学院教授，曾任华南农业大学动物科学学院副院长、亚太地区桑蚕培训中心副主任、农业部亚热带蚕类研究室主任。[9]

## 教育产业化尝试
- 2003年，创办公办民助初中江油中学实验学校（现江油实验学校），后转让给鸿飞集团。

- 2017年，与鸿飞集团、江油一中合办民办高中江油实验学校（高中部）

## 争议事件

### 学生跳楼事件
2016年10月20日，江油中学高三年级一学生因手机遭没收与学生发生争执，值周老师称将开除该学生。在其家长和其自己向老师求情无果后，留下三封遗书后跳楼自杀并在随后抢救无效身亡。江油中学的管理制度和后续处理措施在网络上引起了关于学校对手机处理态度和对学生态度的争论。

### 学校后勤部门贪污腐败事件
2017年5月10日，江油市检察院称江油中学总务处主任涉嫌受贿罪、挪用公款罪，被立案侦查并采取强制措施。后又有多名校内教职工人员被调查。此次贪污事件导致江油市高中教育系统领导层全面调动，梁玉帮也被免去校长一职。校内外舆论却普遍对梁玉帮涉事免职持惋惜态度。